# Абаде (Іран)
Абаде́х (перська: آباده) — місто в центральному Ірані, у провінції Фарс. На шляху між Ісфаханом і Ширазом. населення 59,2 тис. осіб (2007). Сільськогосподарський центр.